# Электролитическая ячейка

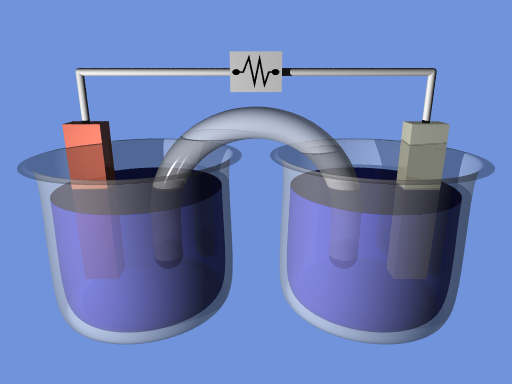
Схема электролитической ячейки для исследования электролиза

Электролитическая ячейка — электрохимическое устройство, служащее для проведения электрохимических реакций и представляющее собой сосуд с электролитом, в который погружены два электрода.

## Устройство
Основными компонентами электролитической ячейки являются электролит и два электрода — катод и анод. При проведении электрохимических работ конструкцию дополняет электрод сравнения, также в составе прибора могут входить и другие вспомогательные электроды, например, индикаторный электрод.

## Применение
Электролитические ячейки используются в составе промышленных электролизёров или в качестве самостоятельных приборов для лабораторного изучения электродных процессов, получения или очистке веществ при помощи электролиза. Приборы также могут применяться для физического моделирования.